# Ann-Sofie Ohlander
Ann-Sofie Ohlander, född 1941,  är professor emerita i historia vid Örebro universitet. Hon har forskat kring livsvillkor i Sverige. Ohlander skriver i dagspressen rörande familjehistoria, kvinno- och jämställdhetsforskning.

## Biografi
Ann-Sofie Ohlander utlade sina studier inom historia vid Uppsala universitet och år 1972 disputerade hon i ämnet som den femte kvinnan på universitetet. Ohlander vittnar om hur hon under sin studieperiod inte hade en enda kvinnlig lärare.
Enligt henne själv väcktes hennes intresse för jämställdhet och kvinnlig historia när hon sökte en docenttjänst och blev nekad, till synes enbart för att hon var kvinna. När jämställdhetslagen klubbades igenom 1979 menade Ohlander att Uppsala universitet vägrade att tillämpa lagen, denna upplevelse beskrivs av henne som såväl skrämmande som frigörande. Ohlander har bedrivit forskning inom området kvinnohistoria efter att tidigt sett att det saknades forskning om detta. Hon startade även ett kvinnohistoriskt seminarium.
Efter att ha varit med om en familjetragedi så tillbringade Ohlander en tid på ett mentalsjukhus. Ohlander beskriver tiden på mentalsjukhus samt den efterföljande tiden på följande sätt:  “Upplevelserna där har betytt jättemycket. När jag kom ut därifrån insåg jag att jag hade stora handlingsmöjligheter i mitt liv. Men många, kanske de flesta av mina medpatienter, hade inte det. Jag tyckte att det gav mig ett ansvar att vara öppen med mina upplevelser. Jag fick också proportioner på mitt liv för att jag hade tagit mig igenom rätt stora svårigheter. Andra problem verkade mindre i jämförelse med det.”
Ohlander sökte sig efter detta till Örebro där hon 1996 blev den första professorn att installeras vid Örebro universitet. Hon har även tagit fram rapporten “Kvinnor, män och jämställdhet i läromedel i historia” (SOU 2010:33) på uppdrag ur regeringen. Denna rapport är en granskning av de läromedel som används i skolan ur ett jämställdhetsperspektiv.
Ohlander har även varit med och tagit fram en lärobok för gymnasieelever där hon kämpade hårt och länge för att få med kvinnor i historien. Exempelvis så var det först i slutet av korrekturläsningen som hon övertygade resterande författare att ta med Marie Curie i läroboken.
Ann-Sofie Ohlander är dotter till prosten Suno Ohlander och adjunkten Runa Ohlander och syster till landshövding  Anita Bråkenhielm.

## Publikationer
- Reaktionen mot utvandringen. Svensk utvandringspolitik 1901-1904. Uppsala 1972.
- Kärlek, död och frihet. Historiska uppsatser om människovärde och livsvillkor i Sverige. Norstedt 1986 (innehåller uppsatsen Synen på självmordet i Sverige från medeltid till nutid).
- Tusen svenska kvinnoår. Svensk kvinnohistoria från vikingatid till nutid. Rabén Prisma 1996 (tillsammans med Ulla-Britt Strömberg).
- Den bästa generationen? Erfarenheter hos svenskar födda 1965-74. Rabén Prisma 1998 (tillsammans med Johanna Enberg och Sofia Kälvemark; innehåller en artikel om barndomens svenska historia under 1900-talet).